# Alessio Cremonini
Alessio Cremonini est un scénariste et réalisateur italien, né en 1973 à Rome en Latium.

## Filmographie

### En tant que scénariste
Longs métrages
- 2000 : Voci de Franco Giraldi (coscénario avec Serena Brugnolo, Franco Giraldi	et Chiara Laudani)
- 2004 : Private de Saverio Costanzo (coscénario avec Camilla Costanzo et Saverio Costanzo)
- 2013 : Border d’Alessio Cremonini (coscénario avec Susan Dabbous)
- 2018 : Sur ma peau (Sulla mia pelle) d’Alessio Cremonini (coscénario avec Lisa Nur Sultan)[2].
- 2023 : Profeti (it)

Courts métrages
- 1997 : Nuovissimo cinema italiano de Raimondo Crociani
- 1997 : Marta de Camilla Costanzo et Alessio Cremonini

Téléfilms
- 2003 : Una famiglia per caso de Camilla Costanzo et Alessio Cremonini (coscénario avec Camilla Costanzo et Dido Castelli)
- 2005 : La notte breve de Camilla Costanzo et Alessio Cremonini (coscénario avec Camilla Costanzo, Marcella Emiliani et Flaminia Morandi)

### En tant que réalisateur
Longs métrages
- 2013 : Border
- 2018 : Sur ma peau (Sulla mia pelle)
- 2023 : Profeti (it)

Court métrage
- 1997 : Marta (coréalisé avec Camilla Costanzo)

Téléfilms
- 2003 : Una famiglia per caso (coréalisé avec Camilla Costanzo)
- 2005 : La notte breve (coréalisé avec Camilla Costanzo)

### En tant que producteur
Long métrage
- 2013 : Border d’Alessio Cremonini

## Récompenses et distinctions

### Récompenses
- Festival international du film de Rome 2013 : meilleur film Border
- Mostra de Venise 2018 : Prix ARCA CinemaGiovani du meilleur film Sur ma peau (Sulla mia pelle)
- David di Donatello 2019 : meilleur réalisateur débutant pour Sur ma peau

### Nominations
- Ciak d'oro 2005 : Meilleur scénario du film Private de Saverio Costanzo (partagé avec Camilla Costanzo, Saverio Costanzo et Sayed Kashua)
- Globe d'or 2014 : Globe d'or du meilleur premier long métrage Border